# 比利亚尔德希耶尔沃斯
比利亚尔德希耶尔沃斯，是西班牙卡斯蒂利亚-莱昂萨莫拉省的一个市镇。 总面积86平方公里，总人口529人（2001年），人口密度6人/平方公里。